# Nova Milanese
Nova Milanese é uma comuna italiana da região da Lombardia, província de Monza e Brianza, com cerca de 22.566 (2004) habitantes. Estende-se por uma área de 5,4 km², tendo uma densidade populacional de 4.178,88 hab/km². Faz fronteira com comunilimitrofi = Desio, Muggiò, Cinisello Balsamo, Paderno Dugnano, Varedo.

## Demografia
| Variação demográfica do município entre 1861 e 2011                               |
|                                                                                   |
| Fonte: Istituto Nazionale di Statistica (ISTAT) - Elaboração gráfica da Wikipedia |